# Limonia tessellatipennis
Limonia tessellatipennis är en tvåvingeart som beskrevs av Alexander 1936. Limonia tessellatipennis ingår i släktet Limonia och familjen småharkrankar. Inga underarter finns listade i Catalogue of Life.